# Gold von Lampoding

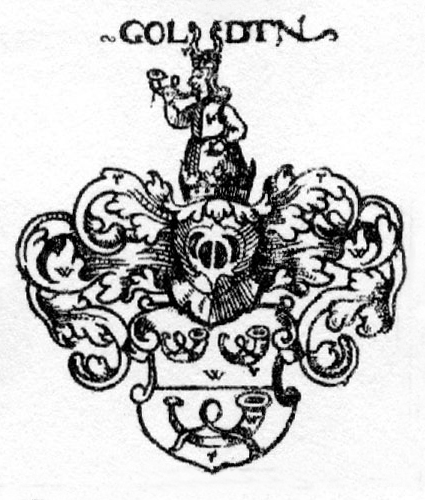
Wappen der Gold, Ritter

Die Gold von Lampoding (auch Goldt, Lampolding, Lampoting) waren ein Salzburger Adelsgeschlecht, das dann nach Österreich kam und erstmals 1623 von Kaiser Ferdinand II. in den Freiherrenstand erhoben wurde.

## Geschichte
Die Gold waren Ausfergen, das waren bischöflich verbeamtete Schiffleute, die ursprünglich als Führer auf den Schiffen selbst mitfuhren, wobei sie für das Schiff hafteten. Später bauten sie ihre Machtposition für den Transport des Salzes von Laufen flussaufwärts immer mehr aus, bis Kardinal Matthäus Lang 1530 die 40 Ausfergen aus 30 Familien auf nur noch vier reduzierte. Diese Familien stiegen zum Salzburger Adel auf und erhielten den Titel Erbausferge. In einer Urkunde vom 1. Februar 1531 werden Hanns Gold zu Lampoting, Wolfganng, Hanns, Eraßem, Sebastian und Eustachi, die Golden zu Lampoting die Rechte als Erbausfergen bestätigt. Ihre Grablege hatten die  Gold von Lampoding  in der Stiftskirche Laufen, wo noch zahlreiche Grabdenkmäler und Wappendarstellungen an sie erinnern.
Die Gold erwarben Ende des 15. Jahrhunderts Burg und Herrschaft Lampoding (heute Kirchanschöring, Landkreis Traunstein) und verkauften diese 1570 an Perner von Rettenwörth.
Sebastian Gold von Lampoding war 1550 Herr von Senfteneck (Senftenegg). 
Emeram (Haimeran) Gold von Lampoding, passauischer Pfleger zu Mautern, kaufte 1576 den Edelsitz Grillenhöfe (bei Gerersdorf), den seine Söhne Erasmus und Wolfgang Rudolph 1586 erbten.
Wolfgang Rudolph Gold von Lampoding war 1614 Hofrat und wirklicher Kämmerer von Erzherzog Leopold, damals Bischof von Straßburg und Passau.
Erasmus Gold von Lampoding war Doktor beider Rechte, zuletzt Hofkammerrat in Passau und Landuntermarschall von Österreich unter der Enns. 
Sein Sohn Andreas Leopold übergab 1635 seiner Schwester Barbara Ämilia und ihrem Mann Christoph Ehrenreich Geyer von Edelbach das Gut Parschenbrunn und trat in Fürstlich Salzburgische Dienste ein. Nach ihm kam der Mannesstamm seiner Linie in Niederösterreich nicht mehr vor.

### Salzburger Linie

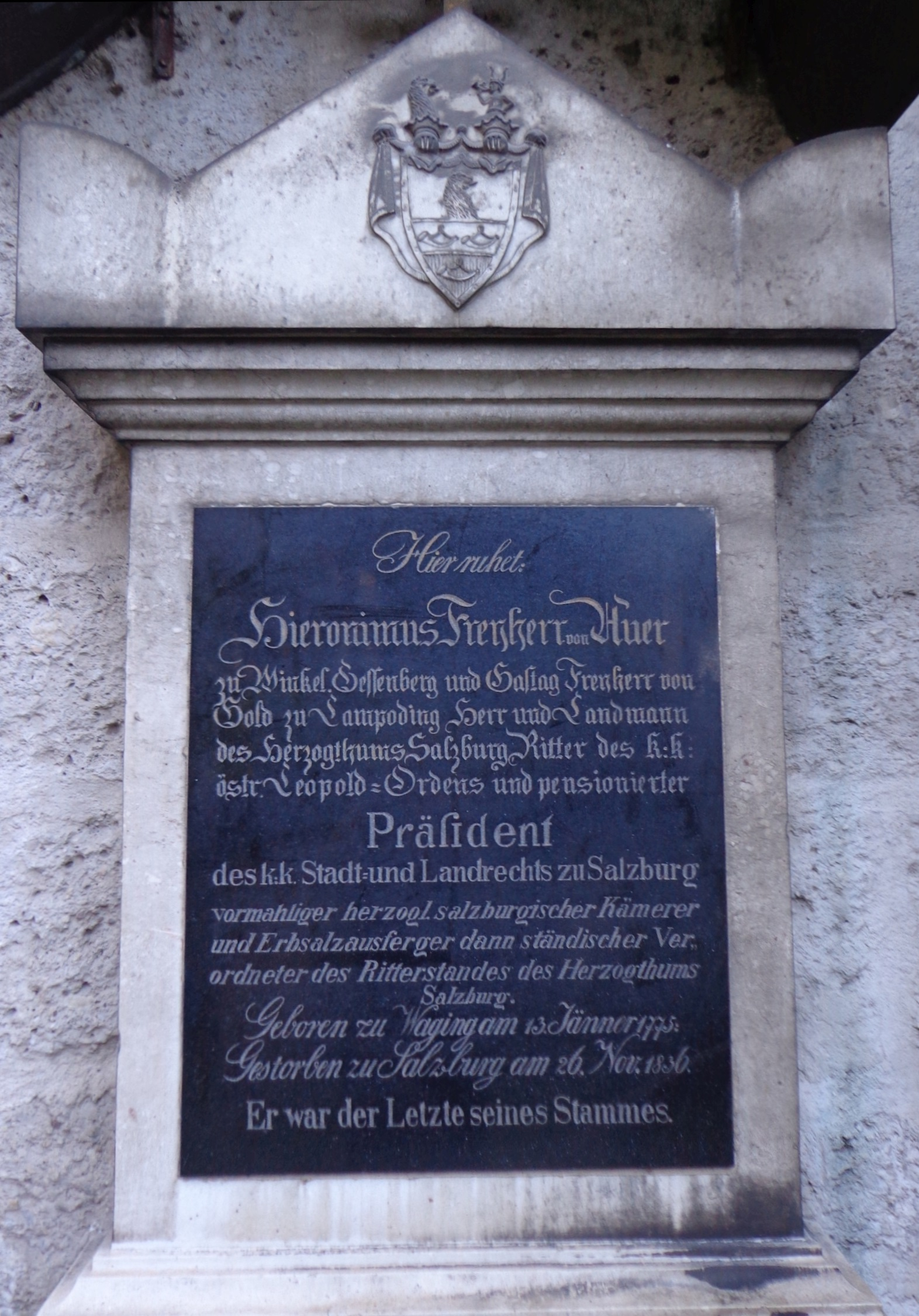
Mariazellerkapelle (Petersfriedhof Salzburg): Epitaph des Hieronymus von Auer zu Winkel, von Gold zu Lampoding († 1836)

Die Salzburger Linie wurde mit Johann Ulrich Gold von Lampoding auf Senfteneck, fürstlich Salzburgischer Obrister, Kommandant der Festung Hohensalzburg und fürstlicher Hofkriegsrat mit gesamter Deszendenz von Kaiser Leopold I. am 12. Oktober 1665 in den Freiherrenstand erhoben.
Franz Anton und Franz Rochus Auer zu Winkel werden am 10. Oktober 1712 von Kaiser Karl VI. das Wappen und der Freiherrnstand des Virgil Rudolf Gold Freiherr von Lampoding verliehen. Ihre Mutter war M. Polyxena, die Tochter der Hans Ulrich Gold, Freiherr von Lampoting. Der Fürsterzbischof Franz Anton von Harrach verlieh den Auer 1713 auch das erloschene Goldsche Erbausfergenamt. Diese Linie stirbt 1836 mit Hieronymus Franz Freiherr Auer zu Winkel, Freiherr Gold von Lampoding aus.

## Persönlichkeiten
- Erasmus Gold von Lampoding († 10. August 1623), niederösterreichischer Landuntermarschall
- Gottfried Gold von Lampoding (1650–1702), salzburgischer römisch-katholischer Geistlicher und Abt von Stift Admont

## Wappen
Das Ritterwappen

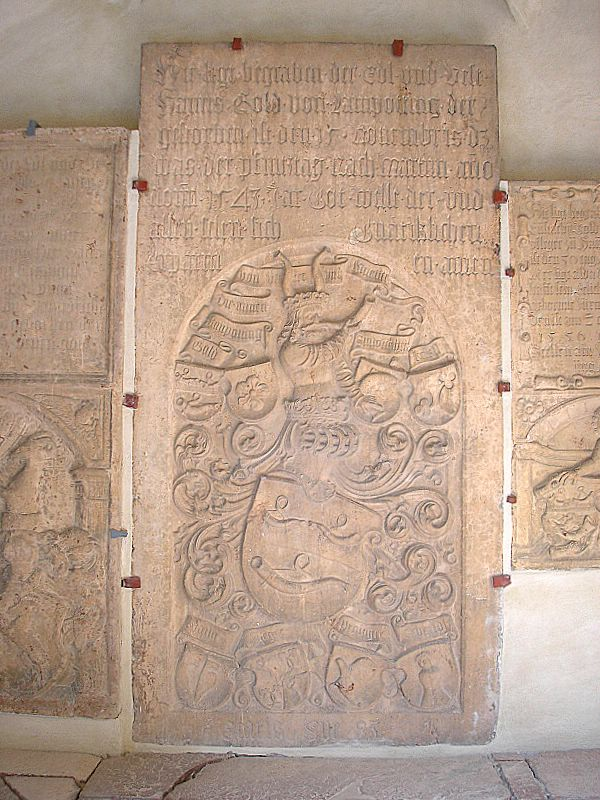
Stiftskirche Laufen, Grabdenkmal der Gold von Lampoding im Westflügel

Ein quer mittig geteiltes Schild, oben in Silber nebeneinander zwei rote Post- oder Jagdhörner an roten Schnüren hängend, unten in rot ein silbernes Jagdhörndl an silbernen Schnüren hängend.
Oben auf dem gekrönten offenen Helm zwischen zwei roten Büffelshörnern ein Mann in langer roter Kleidung mit weißen Überschlägen an Hals und Ärmeln, mit weißer Binde um die Lenden und offener goldener Krone am Haupt, bis an die Knie zu sehen. Mit der rechten Hand hält er ein rotes Jagdhorn an den Mund, die linke Hand liegt an der Brust.
Die Helmdecken sind Silber und rot gemengt.
Weitere Wappen:

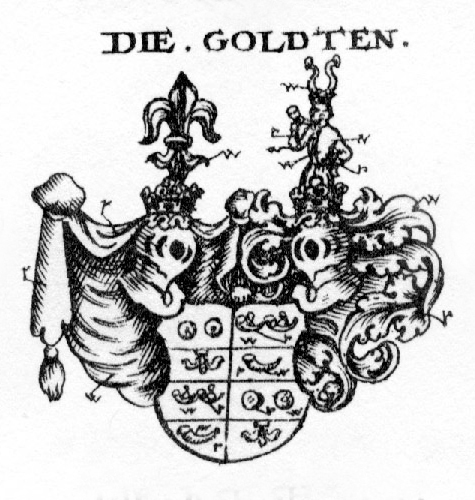
Wappen der Gold(t)
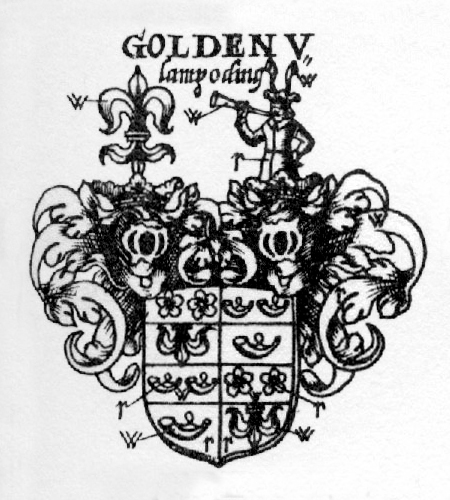
Wappen der Gold von Lampoding